# Olimarao
Olimarao o el Atolón Olimarao (en inglés: Olimarao Atoll ) es un atolón deshabitado en el Estado de Yap en los Estados Federados de Micronesia. Se encuentra a 5 kilómetros al noroeste de Elato y 860 kilómetros al sureste de la isla de Yap. Olimarao pertenece administrativamente a Elato.
La superficie del atolón es de 11 km² y tiene unos 5 km de largo y 3 km de ancho. La laguna tiene una superficie de aproximadamente 6 km² y dos pasajes en ella ubicados en el extremo sur del arrecife.
Sólo hay dos pequeños islotes (motus) en el arrecife, con una superficie total de 0,2 km² (20 hectáreas) Ambas islas cuentan con palmas de coco, entre otros tipos de vegetación, como arbustos Scaevola taccada:
- Isla de Olimarao, situada en el extremo NE del arrecife, es la más grande.
- Isla de Falipi, en la esquina suroeste tiene 2,4 ha de superficie.